# Miłość w czasach zarazy (film)
Miłość w czasach zarazy (ang. Love in the Time of Cholera) – amerykański fabularny film obyczajowy z 2007 w reżyserii Mike’a Newella, ekranizacja powieści Miłość w czasach zarazy (1985) Gabriela Garcíi Márqueza.
Na specjalne zaproszenie Marqueza, w filmie trzy piosenki – napisane wspólnie z Antonio Pinto - wykonuje Shakira: „La Despedida”, „Hay Amores” i „Pienso en Ti”. Piosenka „Despedida” była w 2008 nominowana do Złotego Globu w kategorii Najlepsza oryginalna piosenka do filmu.

## Obsada
- Javier Bardem – Florentino Ariza
- Giovanna Mezzogiorno – Fermina Urbino
- Benjamin Bratt – dr Juvenal Urbino
- John Leguizamo – Lorenzo Daza, ojciec Ferminy
- Fernanda Montenegro – Tránsito Ariza, matka Florentino
- Héctor Elizondo – Don Leo, stryj Florentina
- Unax Ugalde – młody Florentino
- Catalina Sandino Moreno – Hildebranda Sanchez, kuzynka Ferminy
- Angie Cepeda – wdowa Nazaret
- Marcela Mar – America Vicuña
- Ana Claudia Talancón – Olimpia Zuleta
- Laura Harring – Sara Noriega
- Catalina Botero – Ofelia Urbino, córka Ferminy
- Liev Schreiber – Lotario Thugut
- Jhon Alexander Toro – latarnik Ricardo

Źródło